# Disturbios de Watts
Los disturbios de Watts fueron una serie de disturbios sociales acontecidos entre el día 11 de agosto de 1965 y el 17 de agosto de 1965 en el vecindario de Watts, en Los Ángeles, California.
Los disturbios comenzaron luego de que el motociclista Marquette Frye, un afroamericano de 21 años, fuera arrestado por conducir en estado de ebriedad. La familia de Frye se resistió al arresto, comenzando un altercado que rápidamente atrajo al resto de la comunidad. Los roces entre los lugareños y la policía aumentaron hasta desembocar en saqueos generalizados que duraron seis días, causando 34 muertes, 1.032 heridos, y la destrucción de propiedades valoradas en cerca de 40 millones de dólares (según otras estimaciones, de 50 a 100 millones).
Los disturbios provocaron el despliegue de 14.000 miembros de la Guardia Nacional de California, así como el arresto de 4.000 personas.
Finalizados los disturbios, el gobernador de California, Pat Brown, creó una comisión para que estudiara las causas sociales de los sucesos. Dicha comisión (conocida como la «comisión McCone») señaló que dichas causas consistían en varios problemas sociales, principalmente en la inequidad entre la población negra y la blanca y en las crecientes tensiones entre los habitantes de la zona y la policía.
Fue el peor disturbio de la ciudad hasta los disturbios de Los Ángeles de 1992.

## Trasfondo
En lo que se conoce como la Segunda Gran Migración, una gran cantidad de ciudadanos afroamericanos migraron desde los estados sureños hacia el Norte, el Medio Oeste y el Oeste (incluida California) entre los años 1941 y 1970. Como resultado, la población afroamericana en Los Ángeles pasó de aproximadamente 63.700 en 1940 a 350.000 en 1965.
A partir de 1921 comienzan a aparecer convenios restrictivos que limitaron la compra de inmuebles por parte de afroamericanos a ciertas zonas de la ciudad (un ejemplo fue la llamada Proposición 14). Esto llevó al confinamiento de la población afroamericana (y de otras minorías) a la zona sur-central de Los Ángeles, en vecindarios como Watts.
En la primera mitad del siglo XX la violencia racial en los suburbios de Los Ángeles se hizo muy común, con pandillas «blancas» confrontando a los afroamericanos que viajaban por zonas como South Gate y Huntington Park, y con varios casos de vandalismo y diversos ataques en el sur de Slauson.

### Watts antes de los disturbios
Hacia 1964 el noventa por-ciento de la población de Watts era afroamericana. Era una zona considerada periférica, donde las casas eran compartidas por varias familias y cerca de un tercio de los adultos mayores estaban desocupados. Asimismo, casi la mitad de los hombres tenía antecedentes penales y solo en 1964 unos 17.000 delitos habían sido reportados.
La falta de educación fue también señalada como una de las causas de los disturbios. En Watts, dos tercios de la población adulta no había completado la escuela secundaria, y un octavo no sabía leer o escribir.

## Disturbios

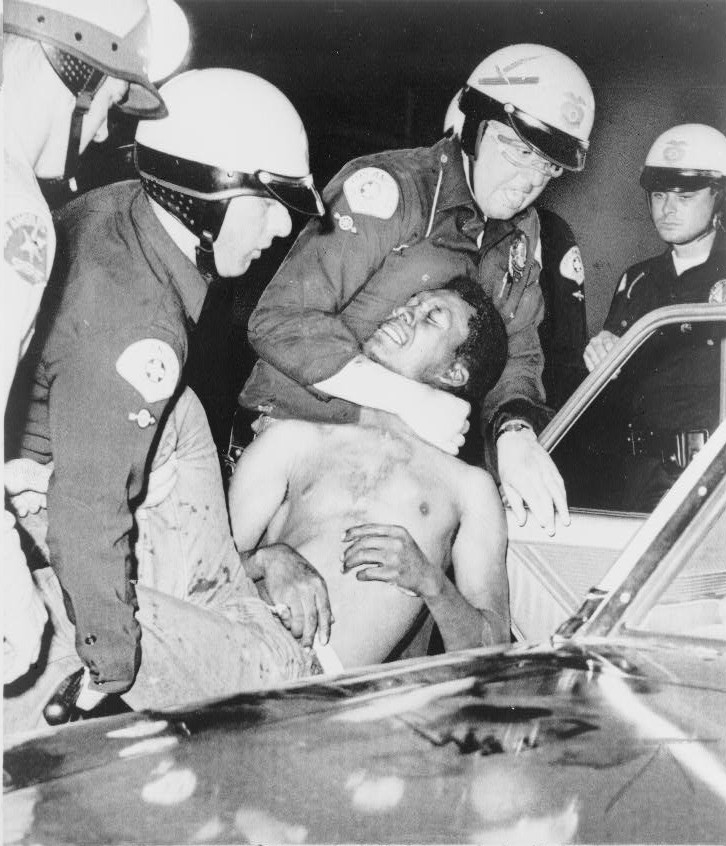
Hombre arrestado por la policía de Los Ángeles durante los disturbios, el 12 de agosto de 1965.

El día miércoles 11 de agosto de 1965, en el límite del vecindario de Watts, Marquette Frye, un hombre afroamericano de 21 años de edad, fue detenido por la policía de Los Ángeles por conducir en estado de ebriedad. Su hermano, quien viajaba con él, buscó a su madre, Rena Price, a dos calles del lugar y ambos se resistieron al arresto, luchando contra los policías. La situación atrajo cada vez más curiosos y las tensiones entre la policía y los residentes aumentaron.
El arresto de los Fryes y rumores de que la policía había golpeado a una mujer embarazada llamaron la atención de gran parte de la comunidad afroamericana de Watts, desatando finalmente la violencia. Aunque la policía se retiró, los vecinos comenzaron a quemar automóviles pertenecientes a ciudadanos blancos y a golpear a los vecinos de raza blanca. Cuando la policía volvió a la escena, falló al controlar a la multitud (que ya habría sobrepasado los 1.500 miembros) y solo logró aumentar las tensiones. Al final del día, cerca de cincuenta vehículos fueron dañados de alguna forma, diecinueve polícias y dieciséis residentes fueron heridos, y 34 personas habían sido arrestadas.
El día siguiente, una junta vecinal falló al intentar parar la violencia y los disturbios se reanudaron e intensificaron. El jefe de policía de Los Ángeles, William Parker, comparó a los manifestantes con «monos en un zoológico», provocando más tensiones. Muchas tiendas fueron saqueadas y distintos edificios fueron incendiados. Los bomberos que acudían a estos incendios eran recibidos con disparos y la policía de Los Ángeles falló completamente al intentar controlar la situación.
Los disturbios se expandieron a otros vecindarios y ciudades, como a Pasadena, Pacoima, Monrovia, Long Beach y San Diego, en el cual los disturbios duraron tres días.
El día viernes 13 de agosto, la Guardia Nacional fue convocada para asistir a la policía, usando ambas fuerza letal. Se desplegaron ametralladoras en puntos importantes y los vehículos militares comenzaron a patrullar ciertas calles. Los manifestantes respondieron al fuego, causando varios muertos de ambos lados. Sin embargo, los disturbios continuaron hasta el martes 17, dejando más edificios saqueados. El foco principal de violencia se dio en la calle 103rd. Street, donde todas las tiendas y negocios fueron saqueados y reducidos a escombros. A causa de los niveles de destrucción alcanzados, durante los disturbios se conoció a esta calle como «Charcoal Alley» (en español, «callejón de carbón»).

### Resultados
Cuando el orden fue finalmente repuesto el día martes 17, habían muerto ya 34 personas: la mayoría civiles, 23 de ellos asesinados por la policía de Los Ángeles o por la Guardia Nacional. Los disturbios también dejaron cerca de 1.032 heridos, 118 de ellos por armas de fuego. Se produjeron de 3.500 a 4.000 arrestos, la mayoría por cargos de robo. La destrucción a propiedades se valuó desde 40 a 100 millones de dólares, principalmente por el saqueo a cerca de 600 edificios.

## Repercusiones
Al término de los disturbios comenzaron algunos debates acerca de la verdadera naturaleza de los mismos así como de sus detonantes.  
El 17 de agosto Martin Luther King dijo que las causas de los disturbios habían sido «ambientales, pero no raciales». Martin señaló que las «privaciones económicas, la segregación social y las viviendas inadecuadas» habían sido las verdaderas causas de la explosión de la violencia. Más tarde viajó a Watts ofreciéndose a mediar entre los manifestantes y los oficiales gubernamentales.

### La Comisión McCone
Después de los disturbios el entonces gobernador de California, Pat Brown, formó una comisión liderada por el director de la CIA John A. McCone con el objetivo de preparar un reporte sobre los hechos. Dicho reporte se compuso de información y documentación acerca del contexto social, los arrestos, los daños durante los disturbios y otros factores, y de distintos testimonios provenientes del mismo gobernador, del vicegobernador Glen Anderson, de líderes de la Policía y de la Guardia Nacional y de gran cantidad de miembros de las comunidades afectadas, incluyendo a muchos de los dueños de los negocios saqueados.
Adicionalmente, el reporte indicó que la causa misma de los disturbios se debía a la arraigada pobreza, inequidad, discriminación racial y a la misma existencia de la Proposición 14, que anulaba el Acta de Vivienda Justa promovida por William Byron Rumford, la cual a su vez impedía la discriminación por razones étnicas, religiosas, de género, estado civil, discapacidad física o condición familiar en el ámbito inmobiliario.  